# Putto

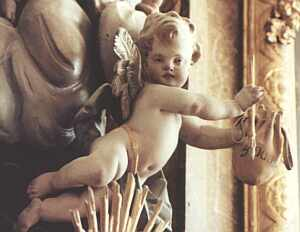
Putto na decoração da Catedral de Obermarchtal.

Putto (do italiano putto, do latim vulgar puttus, do latim putus, menino) é um termo que, no campo das artes, se refere a pinturas ou esculturas de um menino nu, geralmente gordinho e representado frequentemente com asas. Derivado da figura do Cupido jovem, simboliza o amor e pureza. Usado também no plural: "putti".
No campo da história da arte, foi retomado noutras línguas a partir do italiano. Vasari foi dos primeiros a descrevê-lo nas suas obras de arte, nomeadamente na sua obra Vite de' più eccellenti architetti, pittori, et scultori italiani, da Cimabue insino a' tempi nostri (1550-1565).